# Arakül
Arakül (orm. Առաքել, Arrakel) – wieś w Azerbejdżanie, w rejonie Xocavənd. Miejscowość w 2005 roku liczyła 106 mieszkańców. Arakül jest oddalony o około 44 km od miasta Stepanakert.